# José Luis Escobar Alas
José Luis Escobar y Alas (Suchitoto, 10 marzo 1959) è un arcivescovo cattolico salvadoregno, dal 27 dicembre 2008 arcivescovo metropolita di San Salvador.

## Biografia
José Luis Escobar y Alas è nato il 10 marzo 1959 a Suchitoto, dipartimento di Cuscatlán ed arcidiocesi di San Salvador, nella parte centrale della Repubblica di El Salvador.
Ha ricevuto l'ordinazione sacerdotale il 15 agosto 1982 per imposizione delle mani di Pedro Arnoldo Aparicio y Quintanilla, S.D.B., vescovo di San Vicente; si è incardinato, ventitreenne, come presbitero della medesima diocesi.

### Ministero episcopale

#### Ministero a San Vicente
Il 19 gennaio 2002 papa Giovanni Paolo II lo ha nominato, quarantaduenne, vescovo ausiliare di San Vicente, assegnandogli contestualmente la sede titolare di Tibica. Ha ricevuto la consacrazione episcopale il 23 marzo seguente, presso la Cattedrale di San Vincenzo a San Vicente, per imposizione delle mani di José Oscar Barahona Castillo, vescovo di San Vicente, assistito dai co-consacranti Giacinto Berloco, arcivescovo titolare di Fidene e nunzio apostolico in El Salvador e Belize, ed Eduardo Alas Alfaro, vescovo di Chalatenango. Come suo motto episcopale il neo vescovo Escobar y Alas ha scelto Tomad y comed todos de el, che tradotto vuol dire "Prendetene e mangiatene tutti".
Il 4 giugno 2005 papa Benedetto XVI lo ha nominato, quarantaseienne, 3º vescovo di San Vicente; è succeduto al sessantaseienne  José Oscar Barahona Castillo, dimissionario per motivi di salute. Ha preso possesso della diocesi durante una cerimonia svoltasi presso la Cattedrale di San Vincenzo a San Vicente il 9 luglio successivo.
Il 28 febbraio 2008 si è recato in Vaticano, assieme agli altri membri dell'episcopato salvadoregno, per la visita visita ad limina apostolorum, discutendo con il Pontefice della situazione e dei problemi relativi alla sua diocesi.

#### Arcivescovo di San Salvador
Il 27 dicembre 2008 papa Benedetto XVI lo ha promosso, quarantanovenne, arcivescovo metropolita di San Salvador; è succeduto al settantaseienne Fernando Sáenz Lacalle, dimissionario per raggiunti limiti d'età. Ha preso possesso dell'arcidiocesi durante una cerimonia svoltasi presso la Cattedrale del Divino Salvatore del Mondo a San Salvador il 14 febbraio 2009. Il 29 giugno successivo, giorno della solennità dei Santi Pietro e Paolo, si è recato presso la Basilica di San Pietro in Vaticano, dove il Pontefice gli ha imposto il pallio, simbolo di comunione tra la Santa Sede e il metropolita.
Nel marzo 2009 è stato eletto presidente della Conferenza Episcopale di El Salvador, subentrando anche in questo caso a monsignor Sáenz Lacalle.
Il 26 novembre 2016 è stato eletto anche presidente del Segretariato Episcopale di America Centrale e Panamá, succedendo a José Domingo Ulloa Mendieta, O.S.A., arcivescovo metropolita di Panamá. Ha lasciato questo ufficio il 23 ottobre 2022.
Il 20 marzo 2017 ha compiuto una seconda visita ad limina insieme ai membri dell'episcopato salvadoregno.

## Genealogia episcopale e successione apostolica
La genealogia episcopale è:
- Cardinale Scipione Rebiba
- Cardinale Giulio Antonio Santori
- Cardinale Girolamo Bernerio, O.P.
- Arcivescovo Galeazzo Sanvitale
- Cardinale Ludovico Ludovisi
- Cardinale Luigi Caetani
- Cardinale Ulderico Carpegna
- Cardinale Paluzzo Paluzzi Altieri degli Albertoni
- Papa Benedetto XIII
- Papa Benedetto XIV
- Papa Clemente XIII
- Cardinale Bernardino Giraud
- Cardinale Alessandro Mattei
- Cardinale Pietro Francesco Galleffi
- Cardinale Giacomo Filippo Fransoni
- Cardinale Carlo Sacconi
- Cardinale Edward Henry Howard
- Cardinale Mariano Rampolla del Tindaro
- Cardinale Rafael Merry del Val
- Cardinale Bonaventura Cerretti
- Arcivescovo Giovanni Maria Emilio Castellani, O.F.M.
- Vescovo Pedro Arnoldo Aparicio y Quintanilla, S.D.B.
- Vescovo José Oscar Barahona Castillo
- Arcivescovo José Luis Escobar y Alas

La successione apostolica è:
- Vescovo Óscar Álvarez Orellana (2024)